# Kecskeméti Szimfonikus Zenekar
A Kecskeméti Szimfonikus Zenekar 1966-ban Nemesszeghy Lajos karnagy és Lukács János oboatanár, zenekari titkár valamint lelkes muzsikusok áldozatos munkája nyomán, helyi és környékbeli zenetanárokból alakult meg. Napjainkban a Hírös Agóra Nonprofit Kft. fenntartásában végzi munkásságát. 
Kodály városában a szimfonikus zene jelenlétének helybeli biztosítéka, a város és a térség kulturális életének meghatározó szereplője. 2006-tól a megyei Prima-díjas Gerhát László irányítja a zenekar művészi munkáját. 
Az 1980-as évek óta számos nemzetközi hírű szólista és karmester lépett fel a zenekarral, mint például: Kocsis Zoltán, Rost Andrea, Miklósa Erika, Ránki Dezső, Gyenyisz Macujev, Kobajasi Kenicsiró, Medveczky Ádám. Az együttes rendszeres partnere a Nemzeti Énekkar, valamint a Debreceni Kodály Kórus. 
A zenekar több kecskeméti testvérváros zenekarával alakított ki jó kapcsolatot. 2016-ban Marosvásárhelyen adtak koncertet a Marosvásárhelyi Napok keretében, 2017-ben a Kodály év tiszteletére Galántán. 2018-ban Solti Árpád műveinek bemutatása történt Szabadkán. 
A Kecskeméti Szimfonikus Zenekar a klasszikus szimfonikus repertoár mellett szívesen közreműködik más stílusú, műfajú produkciókban is. Több alkalommal adott közös koncertet a Csík Zenekarral, de együtt játszott többek között Szekeres Adriennel, Illényi Katicával valamint Cakó Ferenc animációs filmművésszel és a Kecskemét Táncegyüttessel.
Az együttes Kodály szimfonikus műveinek avatott megszólaltatója, emellett nagy hangsúlyt fektet a fiatalok tehetséggondozására is. A Kecskeméti Szimfonikus Zenekar célja, hogy hozzájáruljon a kiválóságok tehetségének kibontakozásához, segítse pályájuk indulását.
A zenekart 2016-ban Kecskemét Város Közgyűlése Kodály Zoltán díjjal tüntette ki.